# Lo smemorato di Tapiola
Lo smemorato di Tapiola (Elämä lyhyt, Rytkönen pytkä) è un romanzo dello scrittore finlandese Arto Paasilinna, edito nel 1991 a Helsinki per conto della casa editrice WSOY; in Italia viene pubblicato da Iperborea nel 2001 (nel 2008 la stessa casa editrice è arrivata alla quinta edizione).
Oltre che in italiano, il libro è stato tradotto in francese, tedesco e svedese.

## Trama
I protagonisti di questa novella sono Seppo Sorjonen, un taxista, e  Taavetti Rytkönen, un consigliere agrimensore ormai in pensione da anni. Il testo comincia con l'incontro tra i due nella cittadina di Tapiola.
Taavetti soffre di un inizio di demenza senile, incontra il tassista Seppo in mezzo alla strada e non in senso allegorico: Sorjonen è costretto ad arrestare il suo veicolo nel mezzo di una delle strade più trafficate della città perché "ostruita" dalla figura di Rytkönen, intento quest'ultimo ad annodarsi la cravatta.
I due cominceranno insieme una lunga avventura che ripercorre gran parte dell'Ostrobotnia, conoscendo svariati personaggi e assaporando a tratti scorci del passato del consigliere agrimensore.
La comicità del romanzo giunge a culminazione quando sul cammino dei protagonisti compare un vecchio compagno d'armi di Taavetti, Heikki Mäkialo, agricoltore e allevatore intento a distruggere la sua fattoria.
Non sono solo questi i personaggi che caratterizzano la novella, il tutto è infatti colorito dalla presenza di un gruppo di turiste francesi facenti parte di una cerchia di estremiste del vegetarianesimo, costrette per loro volere a sopravvivere nella foresta dell'Ostrobotnia.
Il testo è completamente volto al senso dell'amicizia e del rispetto per il mondo che ci circonda.

## Opere derivate
Il romanzo ha ispirato il film-commedia Elämä lyhyt, Rytkönen pitkä del 1996, diretto da Ere Kokkonen.

## Edizioni in italiano
- Arto Paasilinna, Lo smemorato di Tapiola, introduzione di Fabrizio Carbone, traduzione dal finlandese di Helina Kangas e Antonio Maiorca, Milano: Iperborea, 2001
- Arto Paasilinna, Lo smemorato di Tapiola, postfazione di Fabrizio Carbone; traduzione di Helinä Kangas e Antonio Maiorca, Milano: Iperborea, 2016